# Alter Ego (игра, 1986)
Alter Ego — компьютерная ролевая игра, разработанная Питером Фаваро и выпущенная Activision в 1986 году. Игра была изначально выпущена для компьютеров Commodore 64, Apple II и Apple Macintosh, а также для DOS.

## Описание
Игра позволяет пользователю принять решения, определяющие жизнь воображаемого человека (который является alter ego игрока), и показывает возможные последствия этих решений. Alter Ego была выпущена в версии для мужчин и для женщин, с разными наборами решений.
Персонаж начинает жизнь как младенец. Игра предлагает игроку диаграмму в виде дерева, каждый узел которого помечен значком, представляющим какую-либо ситуацию или «опыт», которые может разрешить игрок. Символ на значке обозначает вид ситуации (например, сердце означает эмоциональное событие). Сделав выбор в узле, игрок возвращается к дереву, а узел помечается как завершённый. Игрок переходит к следующей ситуации, в конечном итоге «проживая» жизнь своего «второго я» и исследуя влияние своих решений. Некоторые ситуации являются неприятными, и даже могут привести к преждевременной смерти, хотя большая часть является юмористической.
Ролевой аспект игры проявляется в изменении статистических показателей персонажа («физическая сила», «уверенность в себе», «интеллект»), которые определяют возможность успеха в определённых ситуациях.

## Восприятие
Обозреватель журнала Computer Gaming World описал игру как восхитительное, юмористическое и пробуждающее мысль упражнение в принятии решений, исследовании и оценке системы жизненных ценностей. В числе мелких недостатков игры было названо отсутствие связи между прошлыми событиями и текущими ситуациями, а также лёгкая «поучительная» направленность игры.